# 마쓰다정
마쓰다정(일본어: 松田町 마쓰다마치[*])은 일본 가나가와현 아시가라카미군의 정이다.

## 역사
1889년 4월 1일에 아시가라카미군은 행정상으로 야도리키촌, 마쓰다촌을 포함한 몇 개의 촌으로 나뉘었다. 마쓰다는 같은 해 마쓰다역의 개설로 성장하게 되었고 1909년 4월 1일에 마쓰다정으로 승격되었다. 1927년에 신마쓰다역이 개설되었다. 1955년 4월 1일에 야도리키촌이 마쓰다촌에 병합되었다.

## 인구
| 연도 | 인구   | ±%     |
| ---- | ------ | ------ |
| 1920 | 5,483  | —      |
| 1930 | 7,200  | +31.3% |
| 1940 | 7,809  | +8.5%  |
| 1950 | 10,041 | +28.6% |
| 1960 | 10,389 | +3.5%  |
| 1970 | 11,875 | +14.3% |
| 1980 | 12,601 | +6.1%  |
| 1990 | 13,097 | +3.9%  |
| 2000 | 12,987 | −0.8%  |
| 2010 | 11,679 | −10.1% |

## 교통

### 철도
- 오다큐 전철 오다와라선: 신마쓰다역
- 도카이 여객철도 고텐바선: 마쓰다역

### 도로
- 도메이 고속도로
- 국도 246호선
- 국도 255호선